# Nabil Alioui
Nabil Alioui (Tolone, 18 febbraio 1999) è un calciatore francese, attaccante svincolato.

## Caratteristiche tecniche
È un'ala sinistra.

## Carriera

### Club
Nella stagione 2018-2019 ha giocato nella prima divisione belga con il Cercle Bruges e nella seconda divisione francese con il Le Havre.

### Nazionale
Ha giocato nelle nazionali giovanili francesi Under-18 ed Under-19.
Con la nazionale Under-20 francese ha preso parte al campionato mondiale di calcio Under-20 2019.

## Palmarès

### Club

#### Competizioni nazionali
- Campionato francese di seconda divisione: 1

Le Havre: 2022-2023